# Кёт, Эрика
Э́рика Кёт (нем. Erika Köth; 15 сентября 1925, Дармштадт — 20 февраля 1989, Шпайер) — немецкая певица (колоратурное сопрано).

## Биография
С 1948 работала в театрах Кайзерслаутерна, Карлсруэ, Мюнхена, Вены. С 1953 по 1978 регулярно выступала на сцене Баварской государственной оперы в Мюнхене. Выступала в крупнейших оперных театрах мира. Участница Байрейтского и Зальцбургского фестивалей. Гастролировала (в СССР в 1961). Более 270 раз исполнила партию Царицы ночи. Была одной из ведущих немецких оперных певиц. С 1973 — профессор Высшей музыкальной школы в Кёльне и Маннгейме.

## Оперные партии
- «Волшебная флейта» Моцарта — Царица ночи
- «Свадьба Фигаро» Моцарта — Сюзанна
- «Дон Жуан» В. А. Моцарта — Эльвира
- «Риголетто» Джузеппе Верди — Джильда